# Петар Пјерко Богдановић
Петар Пјерко Богдановић (oko 1480. — oko 1560.) био је дубровачки сликар.

## Биографија
Петар Пјерко Богдановић је1494. постао помоћник у сликарској радионици код мајстора Петра Ивановића. После три године, Пјерко се осамосталио и купио је себи радњу на Дубровачкој Плаци. 1500. је примио у своју радњу шегрта Николу Цвјетковића. Око 1520. Пјерко се бавио трговином. Био је у комисијама за процењивање вредности уметничких дела.